# 페어라이트 CMI

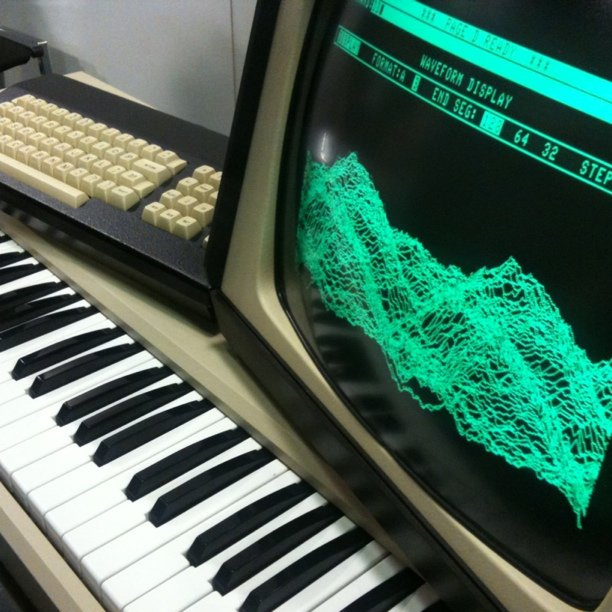
페어라이트 CMI 시리즈 II. 2011년 NAMM 쇼에서 전시된 모습.

페어라이트 CMI(Fairlight CMI, 전체 이름: Computer Musical Instrument)는 1979년 페어라이트사가 선보인 디지털 신시사이저, 샘플러, 디지털 오디오 워크스테이션이다. 오스트레일리아 시드니의 크리에이티브 스트레티지스(Creative Strategies)의 Tony Furse가 개발한 Qasar M8 듀얼 MC6800 마이크로프로세서 악기의 상용 라이선스에 기반을 둔다. 임베디드 디지털 샘플링 신시사이저를 갖춘 최초의 음악 워크스테이션들 가운데 하나였다. 1980년대 초에 저명해졌으며 뉴 잉글랜드 디지털의 Synclavier와 경쟁하였다.